# Odenslunda
Odenslunda är en del av tätorten Upplands Väsby. Odenslunda utgjorde egen tätort fram till 1970.

## Befolkningsutveckling
| Befolkningsutvecklingen i Odenslunda 1960–1965 | Befolkningsutvecklingen i Odenslunda 1960–1965 | Befolkningsutvecklingen i Odenslunda 1960–1965 | Befolkningsutvecklingen i Odenslunda 1960–1965 | Befolkningsutvecklingen i Odenslunda 1960–1965 |
| ---------------------------------------------- | ---------------------------------------------- | ---------------------------------------------- | ---------------------------------------------- | ---------------------------------------------- |
|                                                |                                                |                                                |                                                |                                                |
| År                                             |                                                |                                                | Folkmängd                                      | Areal (ha)                                     |
| 1960                                           | 1960                                           |                                                | 1 546                                          | 170                                            |
| 1965                                           | 1965                                           |                                                | 2 203                                          | 183                                            |
| Anm.: Sammanvuxen med Upplands-Väsby 1970.     |                                                |                                                |                                                |                                                |